# Heteropygas hamifera
Heteropygas hamifera là một loài bướm đêm trong họ Noctuidae.